# Cyrtandra purpurea
Cyrtandra purpurea är en tvåhjärtbladig växtart som beskrevs av H.J. Atkins. Cyrtandra purpurea ingår i släktet Cyrtandra och familjen Gesneriaceae. Inga underarter finns listade i Catalogue of Life.